# Forêt de Biķernieki
La forêt de Biķernieki (en letton : Biķernieku mežs) ou Biķernieki est une forêt dans lle voisinage Mežciems à Riga en Lettonie.

## Géographie
La forêt de Biķernieki est une forêt de pins située entre Mežciems, Teika, Purvciems et Šmerlis. La superficie de la forêt est d'environ 642 hectares.
La forêt de Biķernieki abrite le lac Linezers, le circuit de Biķernieki (lv), le Centre des maladies infectieuses de l'hôpital universitaire de l'Est de Riga, l'hôpital Biķernieki (lv), l'ancien hôpital Linezers, aujourd'hui 1re brigade de la Garde nationale, ainsi que les tombes des victimes de la Seconde Guerre mondiale ainsi que le mémorial de Biķernieki (lv). Au total, 55 sites de sépulture collective ont été répertoriés dans la forêt de Biķernieki.
Il y a plusieurs crêtes de dunes dans la forêt, la plus haute altitude est la colline de Bākas qui culmine à 21 mètres d'altitude. À son pied se trouve une partie des fosses communes commémoratives de Biķernieki.
Le sentier Mežtaka qui est une partie du sentier européen E11 traverse la forêt.
À Biķernieki et dans la forêt voisine de Šmerlis au nord-est, on peut trouver l'anémone de prairie protégée mais elle est menacée par la prolifération de la forêt et des vacanciers.
La forêt est longée par les routes Biķernieku iela et Šmerļa iela.

## Histoire
Depuis le Moyen Âge, la forêt de Biķernieki fait partie du territoire Riga. En 1226, la frontière du district rural de Riga, déterminée par le légat papal Guillaume de Modène, s'étend des rapides de Rumbula du Daugava jusqu'au pont Piķurga à son embouchure dans le lac Ropaži. En 1349, ce territoire est cédé aux lives de Salaspils pour l'établissement de ruches. Plus tard, la forêt frontalière est nommée forêt de Biķernieki.
Derrière la forêt, l'église en bois de Biķeri est construite en 1694, entièrement détruite lors de la grande guerre du Nord en 1709 puis restaurée en 1766. Après la Première Guerre mondiale, un quartier de bâtiments de faible hauteur est créé entre la forêt et l'église, appelé Mežciems. De 1975 à 1986, des immeubles résidentiels à plusieurs étages y sont construits.

### Seconde Guerre mondiale
Pendant l’occupation nazie de la Lettonie  de 1941 à 1944, 35 000 à 46 000 personnes, principalement des Juifs, ont été tuées dans la forêt. Le nombre exact de personnes tuées n'est pas connu. De juillet 1941 à octobre 1944, l'Einsatzgruppen A, dirigé par le chef supérieur de la SS et de la Police Friedrich Jeckeln et le Sicherheitsdienst (SD), assistés par la milice lettone Arājn Kommando, assassinent entre 35 000 et 46 000 personnes, principalement des Juifs, à Biķernieki. Le nombre de victimes est approximatif ; aucun chiffre exact n’existe. Les historiens estiment qu'il s'agit d'environ 20 000 Juifs de Lettonie, d'Allemagne, d'Autriche et de Bohême-Moravie, d'environ 10 000 prisonniers de guerre et d'environ 5 000 résistants.
En mars 1942, entre 1 600 et 1 700 détenus sont extraits du camp de concentration de Jungfernhof et fusillés dans la forêt de Biķernieki. Pour les arquebuses, les bourreaux ont utilisé la méthode dite « Sardinenpackung », conçue par le SS-Obergruppenführer Friedrich Jeckeln, chef du Reichskommissariat Ostland. Les victimes elles-mêmes sont forcées à descendre dans les fosses communes préparées à l'avance. Ils se couchent au fond de la tombe et ont été abattus. Le groupe suivant se couche sur les morts et est abattu. Friedrich Jeckeln déclarz que de cette manière, l'espace funéraire est utilisé de manière très efficace.
En 2001, un monument est inauguré dans la forêt de Biķernieki.

## Galerie

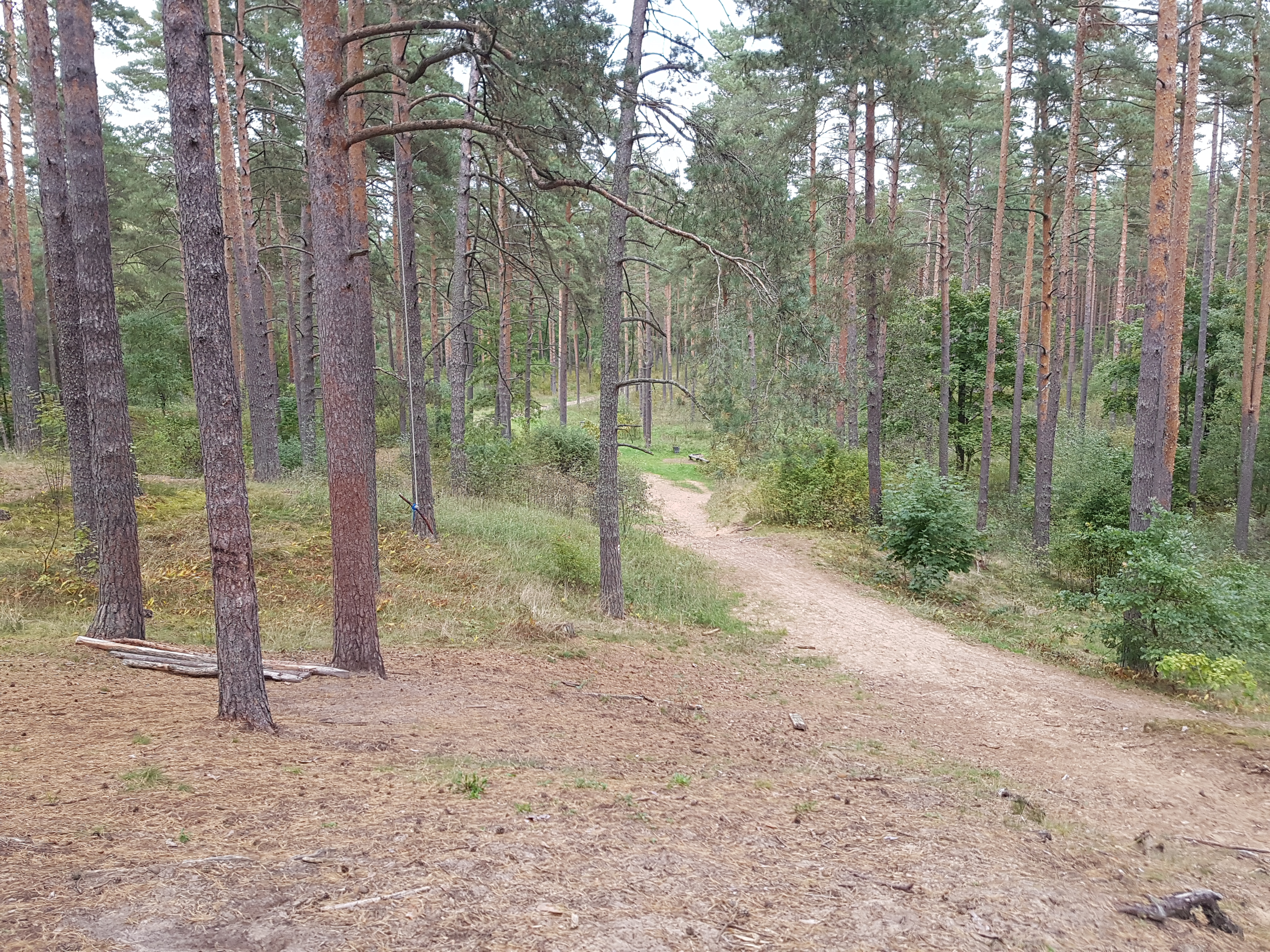
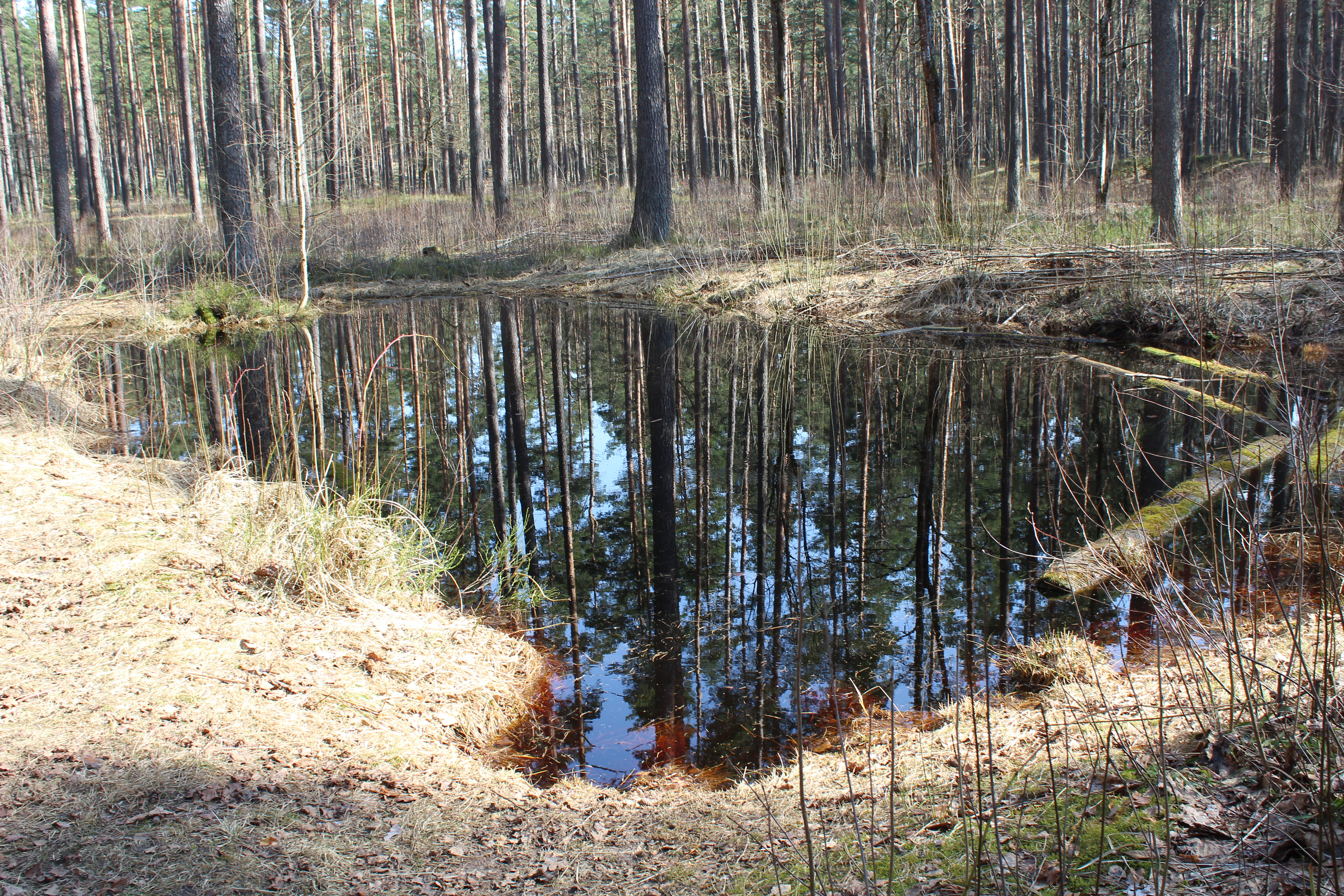
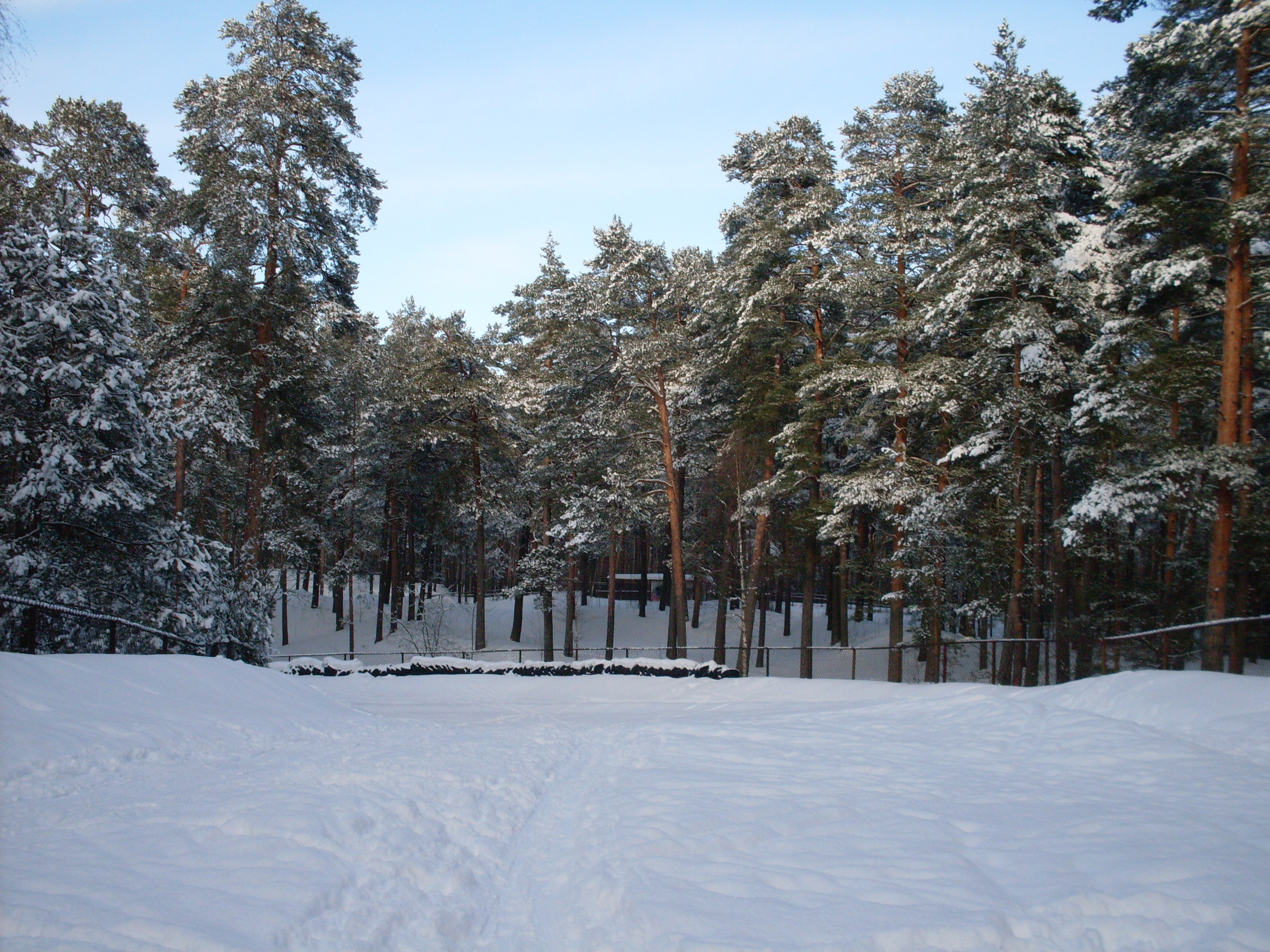
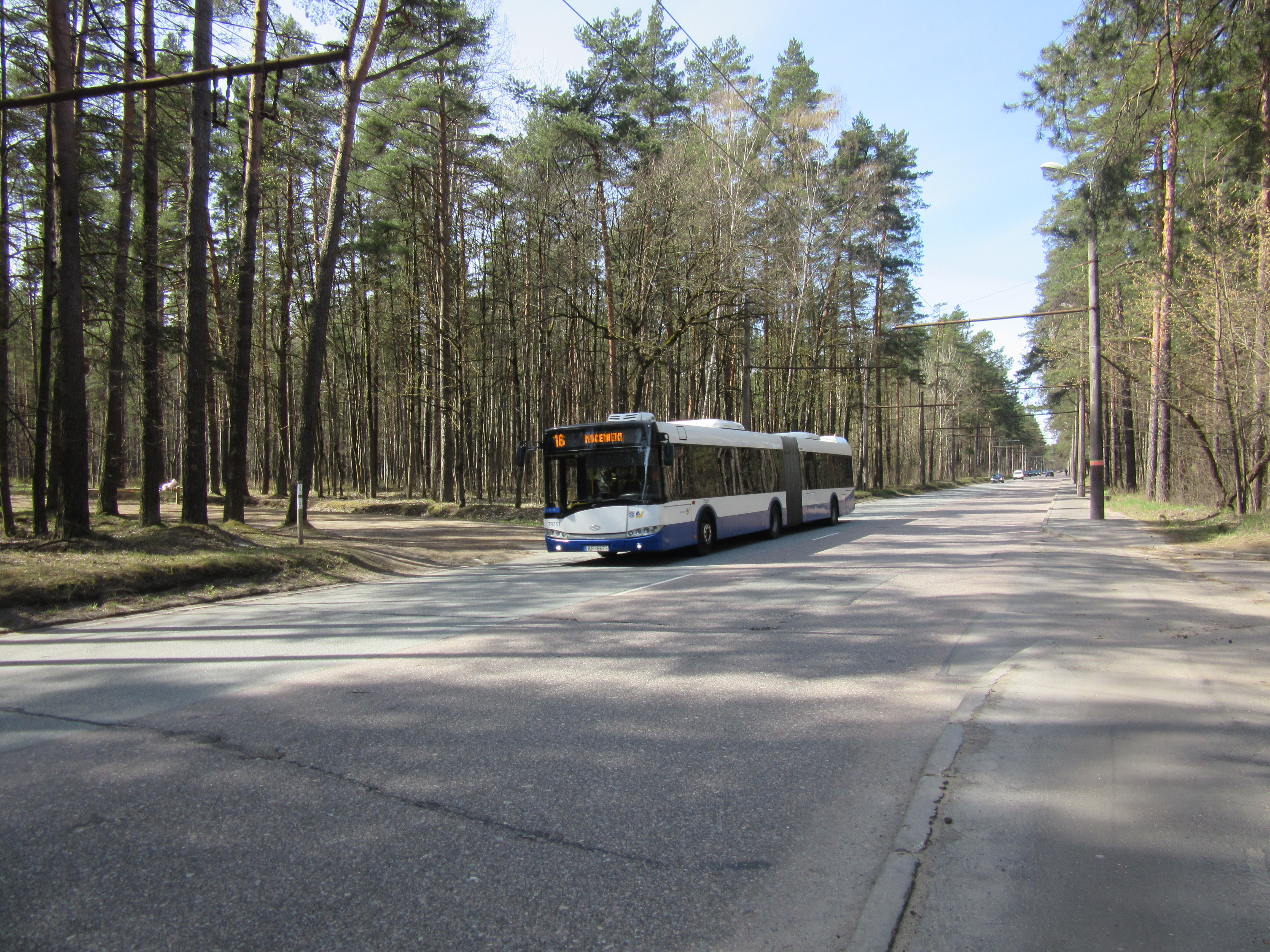